# 桂文也
桂 文也（かつら ぶんや）は、上方落語の名。過去1、2人ほど「文也」を名乗った落語家が存在する。
- 先代桂文也 - 3代目桂小文枝に1965年に入門した弟子が名乗った。すぐに廃業している。

桂 文也（かつら ぶんや、1952年2月20日 - ）は京都市出身の落語家、コピーライター。本名は久留米 治彦。

## 来歴・人物
大阪学院大学を中退し、1973年9月に3代目桂小文枝（上述）に入門。上方落語協会会員。
一時、板東英二の事務所に所属し、タレント活動なども行っていた。
また、兄弟子の桂文喬と同じ人権問題・更に自身がジェンダー問題等に取り組んでおり、現在は古典落語の他、日本ジェンダー学会に所属し各自治体での講演や「ジェンダー落語」も行っている。
横山ノックの大阪府知事選挙の選挙活動に協力していた。
かつてネット上に公開していた「桂文也のジェンダー日記」では
「先日も講演に行って余りに客席の男たちが反応しないものですから、ここにいる男達、お前達の存在そのものが犯罪なんだと言ってみたり…」
などの記述をしている。
2020年現在、天満天神繁昌亭管理委員会の委員長を務めている。